# Frank Schneider
Frank Schneider (11 mei 1979) is een Frans voetbalscheidsrechter. Hij is in dienst van FIFA en UEFA sinds 2016.
Op 21 juli 2016 debuteerde Schneider in Europees verband tijdens een wedstrijd tussen HNK Hajduk Split en CSM Politehnica Iași in de voorronde van de UEFA Europa League. De wedstrijd eindigde op 2–1. Schneider gaf drie gele kaarten.
Zijn eerste interland floot hij op 24 maart 2017, toen Guinee 2–2 gelijkspeelde tegen Gabon.

## Interlands
| Datum         | Plaats              | Wedstrijd            | Uitslag | Competitie        | Kreeg geel | Kreeg voor de tweede keer geel en dus rood | Weggestuurd |
| ------------- | ------------------- | -------------------- | ------- | ----------------- | ---------- | ------------------------------------------ | ----------- |
| 24 maart 2017 | Le Havre, Frankrijk | Guinee – Gabon       | 2 – 2   | Vriendschappelijk | 0          | 0                                          | 0           |
| 27 maart 2018 | Nice, Frankrijk     | Tunesië – Costa Rica | 1 – 0   | Vriendschappelijk | 5          | 0                                          | 0           |

Laatste aanpassing op 25 september 2018